# Frederator Studios
Frederator Studios – amerykańska wytwórnia produkcji telewizyjnych. Powstała w 1997 roku, a jej założycielem jest Fred Seibert.
Portfolio studia obejmuje 19 serii oraz ponad 250 filmów krótkometrażowych.
Siedziba wytwórni mieści się w Burbanku w stanie Kalifornia.